# Гуденбур, Молли
Молли Коллин Гуденбур (англ. Molly Colleen Goodenbour; род. 8 февраля 1972 года в Уотерлу, штат Айова, США) — американская профессиональная баскетболистка, выступавшая в американской баскетбольной лиге. Не выставляла свою кандидатуру на драфт ВНБА 1999 года, но ещё до начала очередного сезона ВНБА заключила договор с клубом «Сакраменто Монархс». На драфте расширения ВНБА 2000 года была распределена под двадцатым номером в клуб «Портленд Файр», но из-за травмы так и не провела в ЖНБА ни одной встречи. Играла на позиции разыгрывающего защитника. Сразу после окончания университета вошла в тренерский штаб команды NCAA «Сан-Франциско Донс», в котором работает в настоящее время, но уже в качестве главного тренера.

## Ранние годы
Молли Гуденбур родилась 8 февраля 1972 года в городе Уотерлу (Айова), училась там же в Западной средней школе, в которой выступала за местную баскетбольную команду.